# L’Alcúdia de Crespins
L'Alcúdia de Crespins (spanisch Alcudia de Crespins) ist eine Gemeinde der Valencianischen Gemeinschaft in Spanien mit 5.438 Einwohnern (Stand: 2024).

## Lage
L'Alcúdia de Crespins liegt etwa 75 Kilometer südsüdwestlich von Valencia in einer Höhe von ca. 160 m. Durch die Gemeinde führt die Autovía A-35.

## Geschichte
Die Siedlung geht auf das Jahr 1240 zurück. Ursprünglich war es ein maurischer Wohnplatz.

## Demografie
| 1900 | 1930 | 1950 | 1970 | 1981 | 1991 | 2001 | 2011 | 2021 |
| ---- | ---- | ---- | ---- | ---- | ---- | ---- | ---- | ---- |
| 1398 | 1923 | 2176 | 3724 | 4081 | 4091 | 4335 | 5289 | 5144 |

## Sehenswürdigkeiten
- Onophriuskirche von 1748
- Kalvarienkapelle

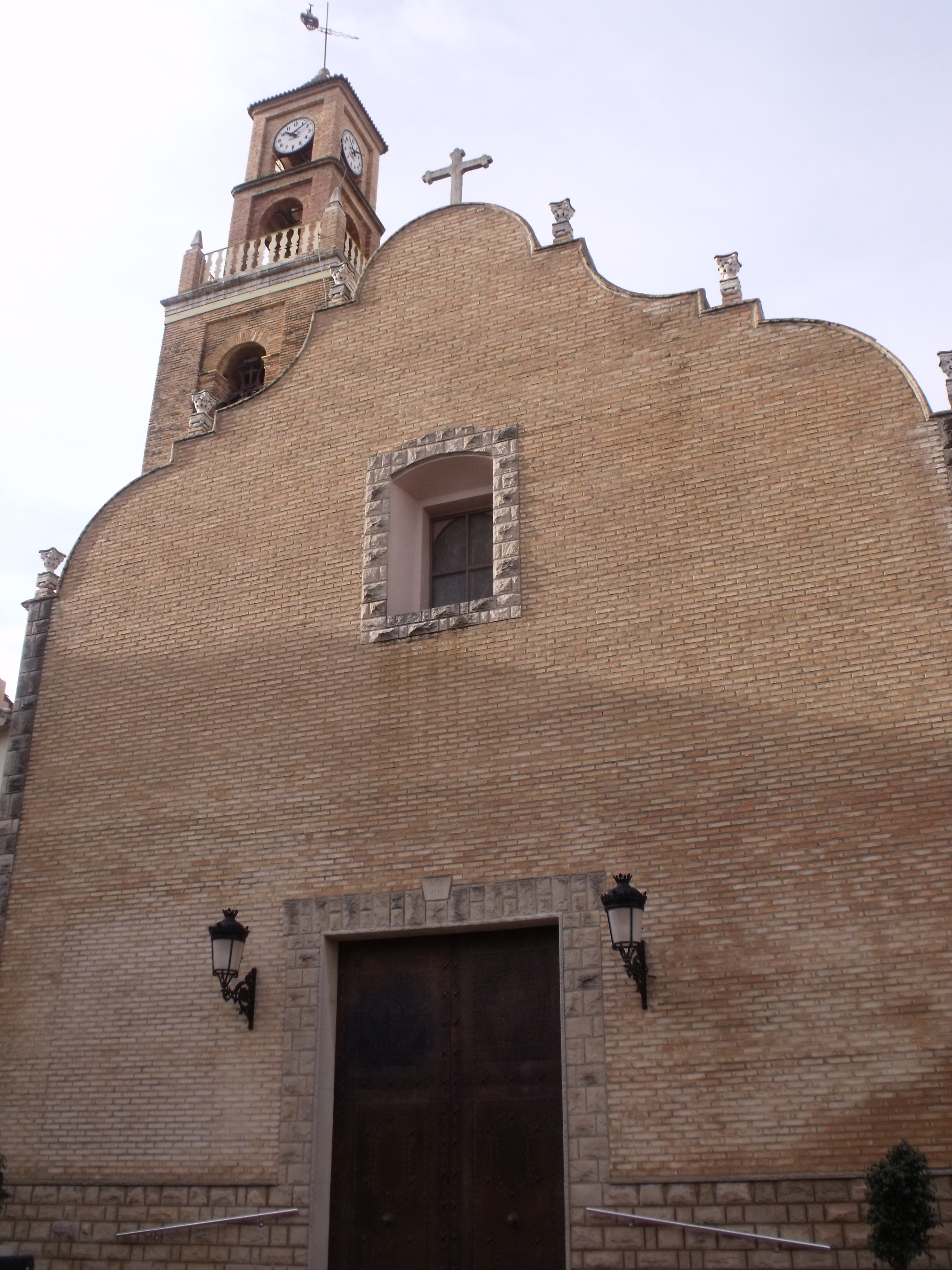
Onophriuskirche
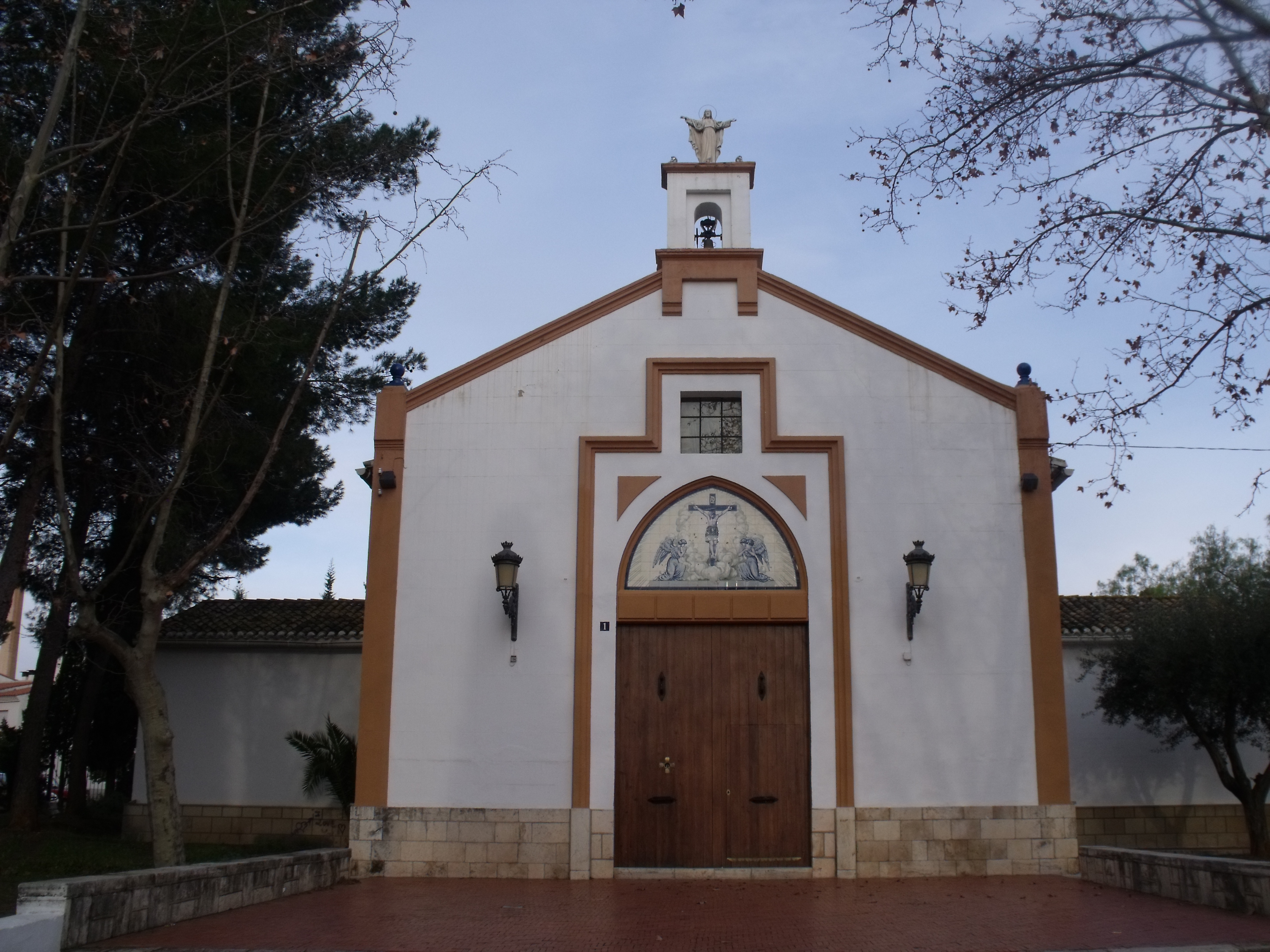
Kalvarienkapelle
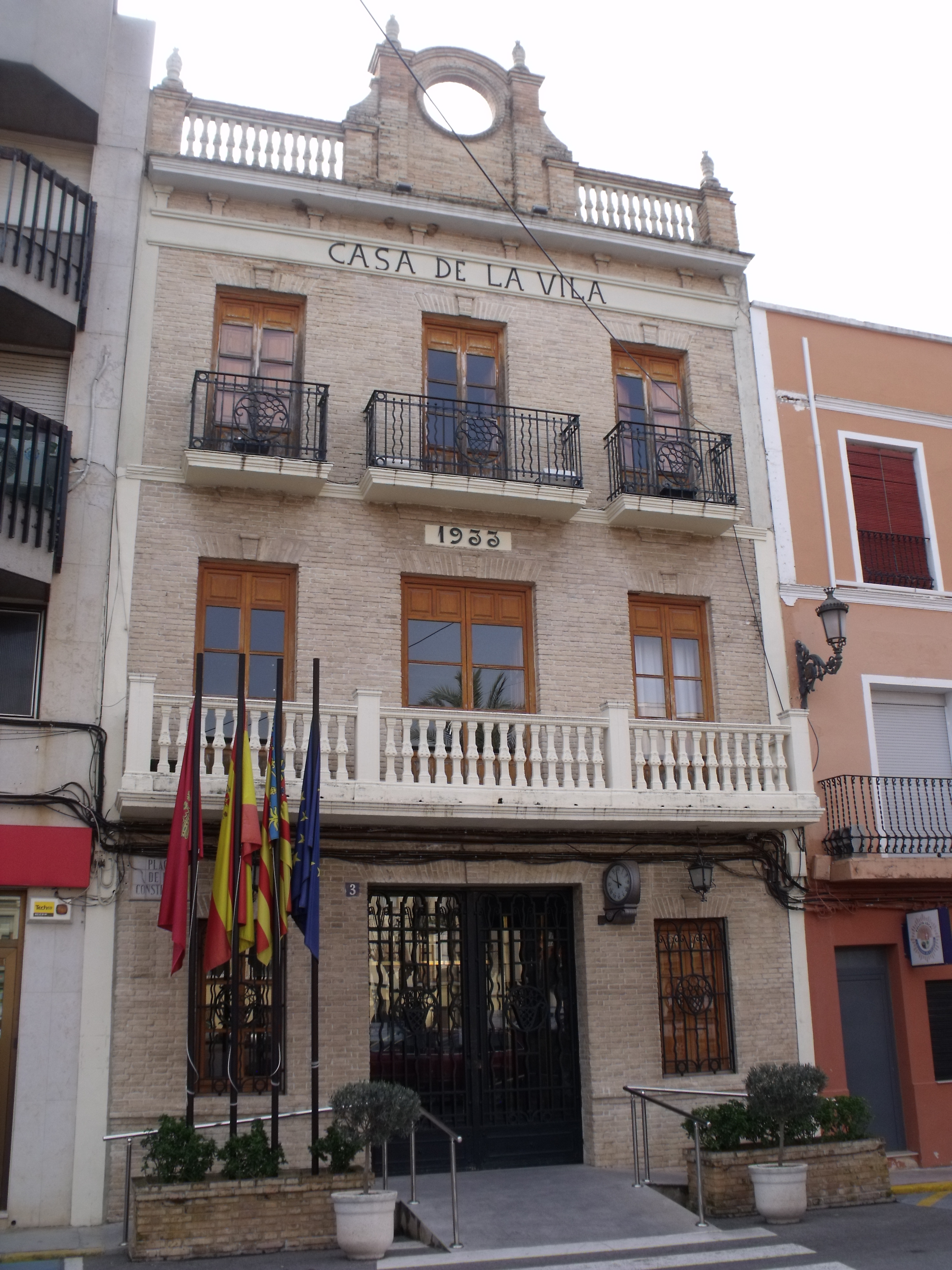
Rathaus

## Persönlichkeiten
- Vicente Asensi (1919–2000), Fußballspieler und -trainer